# 警察功労章

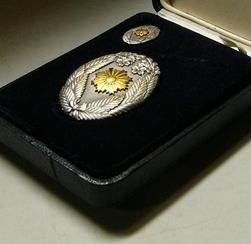
警察功労章

警察功労章（けいさつこうろうしょう）は、抜群の功労があり一般の模範となると認められる警察職員に対して警察庁長官から授与される記章。警察勲功章に次ぐ第2位の警察表彰である。

## 概要
国家公安委員会規則の警察表彰規則に「警察功労章は、警察職員として抜群の功労があり一般の模範となると認められる者に対して授与する」と規定されている。
警察勲功章は受章者本人に限り終身着用することができ、本人が死亡した場合、遺族はこれを保存することができる。
受章者が拘禁刑以上の刑に処せられ、または懲戒免職の処分を受けたときは、これを返納させ、警察職員にふさわしくない非行のあった場合には、着用は停止され、またはこれを返納させることとされている。

## 受章者
- 2004年、アテネオリンピックの柔道78キロ級に出場し金メダルを獲得した警視庁の阿武教子巡査部長（当時）、同じくレスリング・フリースタイル55キロ級に出場し銅メダルを獲得した警視庁の田南部力巡査部長（当時）が漆間巌警察庁長官から授与され、ともに警部補に一階級特進した。
- 2011年9月、東日本大震災で殉職した福島県警察の警察官5名（南相馬警察署2名、双葉警察署2名と行方不明者1名）に授与された。
- 2012年7月、世界剣道選手権大会で優勝した神奈川県警察の高鍋進警部補が片桐裕警察庁長官から授与された[1]。

## 警察表彰の種類
1. 警察勲功章
2. 警察功労章
3. 警察功績章
4. 賞詞
5. 賞状
6. 賞誉
7. 警察協力章
8. 感謝状